# 樫澤優太
樫澤 優太（かしざわ ゆうた、1994年1月24日 - ）は、日本の歌手、タレント、俳優。ダンスボーカルグループ「MXV」のメンバー、「IVVY」の元メンバー。長崎県出身。

## 略歴
- 高校卒業後に警察官の内定を得ていたところ辞退し、芸能を志して単身上京。 芸能事務所の養成所へ通い、大学に進学した同級生が就職する22歳までに結果が出なければ諦めようと決めていた。 [2][3]
- 2015年9月の21歳時、レッスン先で出会ったHIROTO・TOSHIKIらとともにIVVY（アイビー）を結成。メインボーカルのひとりを務める。2016年よりエーライツに所属。
- 2017年10月に「Baby I'm Back」でメジャーデビュー。
- グループ活動と並行し、俳優活動も開始。2020年2月、同年夏の『ダイヤのA』The MUSICAL公演にて降谷暁役を務めることが発表されるが、新型コロナウイルスの影響により全公演中止となる。同公演は2022年秋にキャストが再集結し上演された。[4][5]
- 2022年10月に樫澤優太OFFICIAL SITEを開設。[6] 個人ファンクラブを兼ね、会員向けのブログやラジオ、配信などのコンテンツを展開する。エーライツからの退所をもって、2025年1月末に終了。
- 2024年12月25日のZeppShinjuku公演にて、「IVVY」が解散となる。
- 2025年1月1日、IVVY元メンバーの5人でダンス＆ボーカルグループ「MXV（エムエックスブイ）」を結成。同日、Danmee株式会社に所属。

## 人物
- 身長：181cm、血液型：A型
- 趣味：ゴルフ・野球観戦・コーヒー
- 特技：フィールドホッケー（インターハイ・国体に出場）・大食い

## ディスコグラフィー

### シングル
| #   | リリース日    | 作品名         | 販売形態                 | 収録アルバム   | 備考  |
| --- | ------------- | -------------- | ------------------------ | -------------- | ----- |
| 1st | 2020年6月24日 | 歩み           | デジタル・ダウンロード   | ー             | [ 7 ] |
| 2nd | 2023年3月15日 | Need Your Love | MONS7ER 生産限定盤 Disc2 | IVVY - MONS7ER | [ 8 ] |
| 3rd | 2024年1月29日 | キミへ         | デジタル・ダウンロード   | ー             |       |
| 4th | 2024年1月29日 | Angel          | デジタル・ダウンロード   | ー             |       |
| 5th | 2024年9月28日 | High Frontier  | デジタル・ダウンロード   | ー             |       |

## 出演

### 舞台
- サイバーパンク朗読劇「RAYZ OF LIGHT//落陽散花」（2018年6月2日・3日、東京天然温泉古代の湯大宴会場）- 冷泉嗣彦 役[9]
- 『ダイヤのA』The MUSICAL（東京・2020年6月25日 - 30日、シアター1010／大阪・7月3日 - 5日、メルパルクホール大阪）- 降谷暁 役 ※全公演中止[10][4]
- 『ダイヤのA』The MUSICAL（2022年9月30日 - 10月10日、天王洲 銀河劇場）- 降谷暁 役[5]
- ミュージカル『新テニスの王子様』The Second Stage（神奈川・2022年1月28日 - 2月6日、KAAT神奈川芸術劇場 ホール／東京・2月11日 - 20日、TOKYO DOME CITY HALL／大阪・2月25日 - 27日、メルパルクホール大阪）- 君島育斗 役[11]
- 舞台『ティアムーン帝国物語~断頭台【ギロチン】姫 on The Stage~』（2023年11月9日 - 16日、飛行船シアター）- ディオン 役[12]
- 舞台 人狼系推理バトル【レジスタンスイレブン~陰謀を阻止せよ~】（2024年1月8日、TACCS1179）[13]
- 舞台『川越ボーイズ・シング』-喝采のクワイア- （2024年6月22日 - 30日、シアターH）- 森村充 役[14]
- ミュージカル『フラガリアメモリーズ』〜純真の結い目〜（2025年5月23日 - 6月1日上演予定、シアターH / 6月6日 - 8日上演予定、AiiA 2.5 Theater Kobe） - ロマリシュ 役[15][16][17]

### テレビ出演
- ドラマ・ハンサムセンキョ（2020年10月〜12月、tvk）- 曽良・ユリウス 役[18]
- バラエティ・有吉ゼミ（2024年3月4日、日本テレビ）- 『デカ盛りチャレンジグルメ』コーナーゲスト

### 映画
- 短編映画『眉間に包丁を刺した春』（2021年5月28日） - 堀口慎平 役 ※期間限定web配信[19]

### イベント
- ドラマ『ハンサムセンキョ』新光市民 感謝祭 2021～君の一票が歌声に変わる～（2021年2月7日、関内ホール）※無観客ライブ配信[20]
- 樫澤優太 29th Birthday Event「Unite」（2023年1月28日、R’sアートコート）[21]
- 樫澤優太 2023-2024 カレンダー手渡し会（2023年3月26日、LMJ東京研修センター）
- 樫澤優太 30th Birthday Event（2024年1月28日、CARATO71）
- 吉田知央25th BIRTHDAY EVENT（2024年2月11日、ミューズモード音学院本館）- ゲスト出演
- 樫澤優太 2024-2025 カレンダー手渡し会（2024年4月7日、ふれあい貸し会議室 渋谷幸和）
- SHAKE 2Days-vol.7-（2024年9月29日、unravel tokyo）
- 楚南慧 first solo exhibition 「Nan Nan」トークイベント（2024年10月5日、AtelierY -原宿-）- ゲスト出演
- 井澤勇貴 Fan Meeting 2025 Summer（2025年7月27日、TUNNELTOKYO）- ゲスト出演[22]

### web配信
- webラジオ・IVVY YU-TAの～EASY GOING～ 全100回（2019年7月31日 - 2023年3月13日、IVVY FAN CLUB内コンテンツ）
- webラジオ・樫澤優太の呟き部屋 全36回（2022年10月10日 - 2024年10月23日、樫澤優太ファンクラブ内コンテンツ）
- スマートボーイズPresents・ニコ生「スマボch」小波津亜廉の『あれんちゅたいむ』#37（2022年10月14日、ニコニコ生放送）- ゲスト出演
- Bハイ～映えBOYZハイスクール～（2023年8月9日・16日・23日・30日、テレ朝動画logirl）
- ミュージカル『フラガリアメモリーズ』フラミュTIME（2025年3月24日 - 月１配信、ニコニコ生放送）

## 作品

### カレンダー
- 樫澤優太 2023-2024年壁掛け＆卓上カレンダー（2023年3月26日）
- 樫澤優太 2024-2025年壁掛け＆卓上カレンダー（2024年4月7日）

### その他
- kitson✕樫澤優太 コラボアパレル（2022年10月）[23]